# 萬曉塘
万晓塘（1916年—1966年9月19日），原名星师（一作兴诗），字效唐，男，山东齐河人，中华人民共和国政治人物。第三届全国人大代表。他在文革开始时担任中共天津市委第一书记，遭到批斗后突然死亡。

## 生平
万晓塘是山东省齐河县大黄乡生官屯村人。就读于齐河县立高等小学，后升入惠民乡村师范学校，1937年9月，在学校即加入中国共产党。后被派往阳信县，10月，任中共阳信县工委书记。同年12月，到长清县建立党支部，1938年1月任支部书记，2月发动马湾起义，建立长清抗日别动队。后编入山东西区人民抗敌自卫团第四大队，万晓塘任中队长。5月，创建大峰山抗日根据地。任大峰山独立营一连副连长。6月，任中共长清县委书记。1939年，泰西抗日根据地成立，万晓塘任中共泰西特委组织部副部长、泰西区四大队中队长、大队副、教导员，1942年，他担任中共冀鲁豫区委社会部部长兼行署公安局局长。1945年5月被选为晋冀豫边区政府委员。
1948年12月，万晓塘参与接管天津，担任天津市公安局副局长、局长，市政法委员会主任、市人民检察署检查长、天津市副市长。1958年4月，天津市划归河北省，万晓塘担任中共天津市委第一书记、警备区第一政委、中共河北省委书记处书记、中共中央华北局委员、天津市政协主席等职务。
1966年文化大革命开始，9月18日，他被参加一场批斗市委领导大会，第二天即突然死去，年仅50岁。

## 身后
当时判断的死因是“服安眠药自杀”，虽然有五十万人参加追悼会，仍被毛泽东批为“以死人压活人”，被定为天津市“万（晓塘）张（淮三）反党集团”。
1979年获得平反，并更改死因为心脏病发。